# Guerras de Silesia
Las guerras de Silesia (en alemán: Schlesische Kriege) fueron tres guerras libradas a mediados del siglo XVIII entre Prusia —bajo el reinado de  Federico II el Grande— y el Imperio Habsburgo —bajo el gobierno de la archiduquesa María Teresa— por el control de la región centroeuropea de Silesia —ahora en el suroeste de Polonia—. La primera (1740-1742) y la segunda (1744-1745) guerras de Silesia formaron parte de la guerra de sucesión austriaca, en la que Prusia actuó como un miembro de una coalición que buscaba ganancias territoriales a costa de Austria. La tercera guerra de Silesia (1756-1763) fue uno de los escenarios de la guerra de los Siete Años, en la que Austria, a su vez, encabezó una coalición junto a otras potencias con el objetivo de apoderarse del territorio prusiano.
Ningún suceso en particular desencadenó las guerras. Prusia mencionó sus reclamaciones dinásticas de siglos anteriores sobre partes de Silesia como un casus belli, pero la Realpolitik y los factores geoestratégicos también desempeñaron un papel en la provocación del conflicto. La disputada sucesión de María Teresa a la Casa de los Habsburgo bajo la Pragmática Sanción de 1713 brindó una oportunidad para que Prusia se fortaleciera en relación con rivales regionales como Sajonia y Baviera.
En general, se considera que las tres guerras terminaron con victorias prusianas. La primera resultó en la cesión por parte de Austria de la mayoría de Silesia a Prusia. Esta última emergió de las guerras de Silesia como una nueva gran potencia europea y el estado dominante de la Alemania protestante, mientras que la derrota de la Austria católica por una potencia alemana a priori más débil dañó significativamente el prestigio de la Casa de Habsburgo. El conflicto sobre Silesia presagió una lucha austro-prusiana más amplia por la hegemonía sobre los pueblos de habla alemana, que luego culminó en la guerra austro-prusiana de 1866.

## Contexto y causas

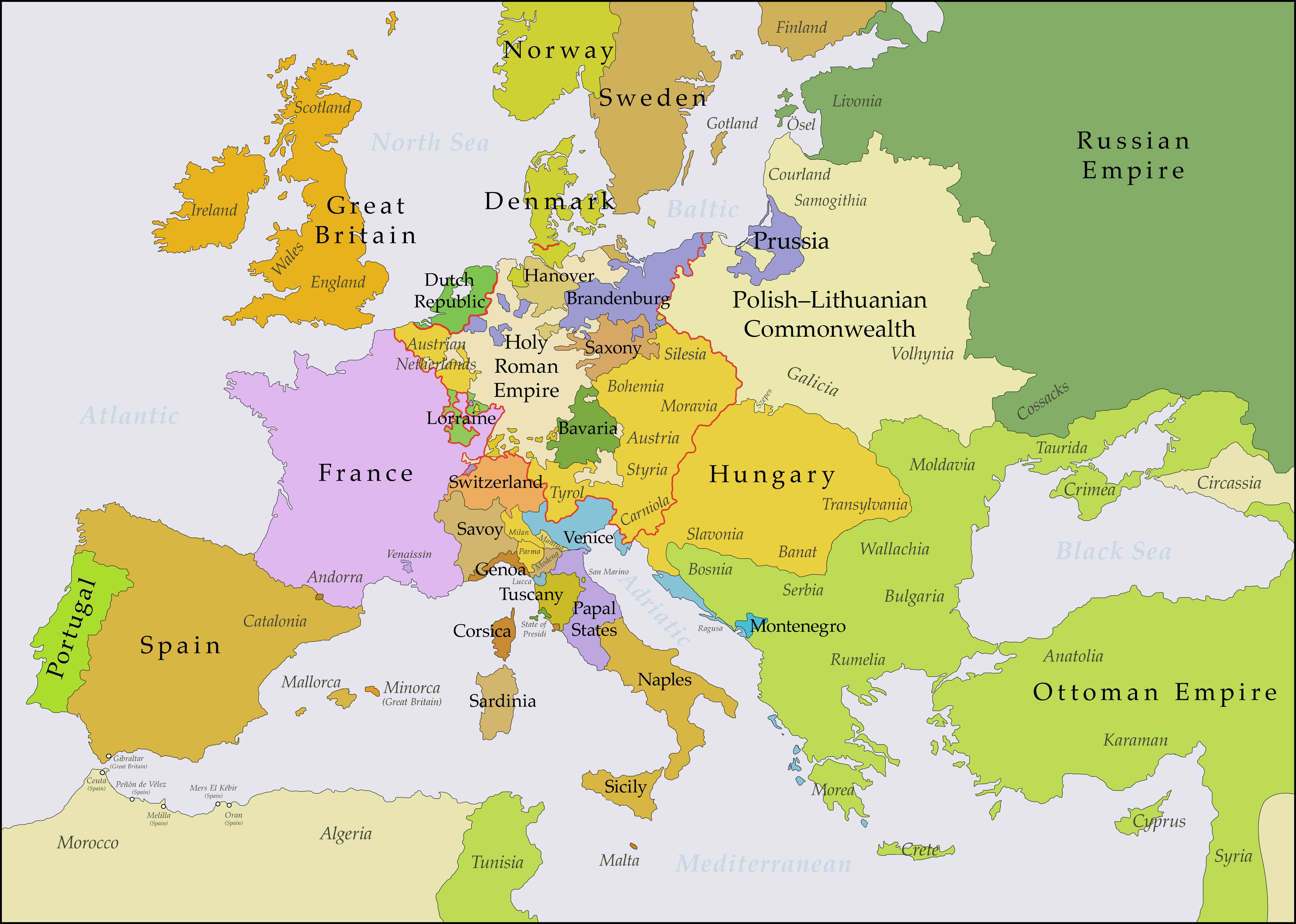
Europa en los años posteriores al Tratado de Viena (1738) y antes de la primera guerra de Silesia, con el Reino de Prusia en violeta y la Monarquía de los Habsburgo en oro.

A principios del siglo XVIII, la casa dinástica de Hohenzollern, que regía el Reino de Prusia, tenía reclamos dinásticos sobre varios ducados de la provincia de Silesia que pertenecía a los Habsburgo; esta era una región populosa y próspera colindante con el territorio central prusiano del Margraviato de Brandeburgo. Además de su valor como fuente de ingresos fiscales, producción industrial y soldados, Silesia tenía una gran importancia geoestratégica para las potencias de la zona. El valle del alto Óder formaba una vía militar natural entre Brandeburgo, el Reino de Bohemia y el Margraviato de Moravia, por lo que cualquier nación que poseyera el territorio podría utilizarlo para amenazar a sus vecinos. La región también limitaba con la frontera noreste del Sacro Imperio Romano Germánico, lo que permitía a su dueño reducir la influencia de la Mancomunidad de Polonia-Lituania y del Imperio ruso en Alemania.

### Reclamaciones del Reino de Prusia
Las reclamaciones del Reino de Prusia en Silesia se basaban, en parte, en un tratado de herencia de 1537 entre el duque Federico II de Legnica, perteneciente a los Piastas de Silesia, y el príncipe elector Joaquín II de Brandeburgo, miembro de la Casa de Hohenzollern, mediante el cual los ducados silesianos de Legnica, Wołów y Brzeg pasarían a manos de los Hohenzollern de Brandeburgo en caso de que la Dinastía de los Piastas en Silesia se extinguiera. En ese momento, el rey Fernando I de Habsburgo —señor feudal de Silesia— rechazó el acuerdo y presionó a los Hohenzollern para que lo repudiaran. En 1603, Joaquín Federico I de Brandeburgo, miembro de la Casa de Hohenzollern, heredó por separado el Ducado de Krnov de Silesia de su primo, el margrave Jorge Federico de Brandeburgo-Ansbach, e instaló a su segundo hijo, Juan Jorge, como duque.
En la revuelta bohemia de 1618 y la subsiguiente guerra de los Treinta Años, Juan Jorge se unió a los estados silesianos contra el emperador católico del Sacro Imperio Romano Germánico, Fernando II. El emperador le confiscó el ducado tras la victoria católica en la batalla de la Montaña Blanca de 1621 y se negó a devolvérselo a sus herederos después de su muerte, pero los Hohenzollern de Brandeburgo continuaron proclamándose los señores legítimos de Krnov. En 1675, el Gran Elector Federico Guillermo I de Brandeburgo reclamó Legnica, Wołów y Brzeg cuando la línea Piasta de Silesia terminó a consecuencia de la muerte del duque Jorge Guillermo de Legnica, pero el emperador de los Habsburgo rechazó las reclamaciones de los Hohenzollern sobre las tierras que tenían derecho a heredar.
En 1685, cuando Austria estaba inmersa en la Gran Guerra Turca, el emperador Leopoldo I de Habsburgo le dio al Gran Elector Federico Guillermo el control inmediato del enclave silesio de Świebodzin a cambio de apoyo militar contra los turcos y de que abandonase las reclamaciones sin resolver de los Hohenzollern sobre Silesia. Después del advenimiento al trono ducal del hijo y sucesor del Gran Elector, Federico III de Brandeburgo, el emperador alegó que el territorio solo había sido asignado vitaliciamente al difunto Gran Elector y recuperó el control de Świebodzin en 1694. Federico III había accedido en secreto a ello durante su juventud a cambio del pago de algunas de sus deudas por parte de Leopoldo, pero cuando accedió al poder en Prusia repudió el acuerdo y reafirmó las antiguas reclamaciones de los Hohenzollern sobre Krnov y los antiguos territorios que los extintos Piastas le habían legado a su familia en virtud del pacto de 1537.

### Sucesión austriaca

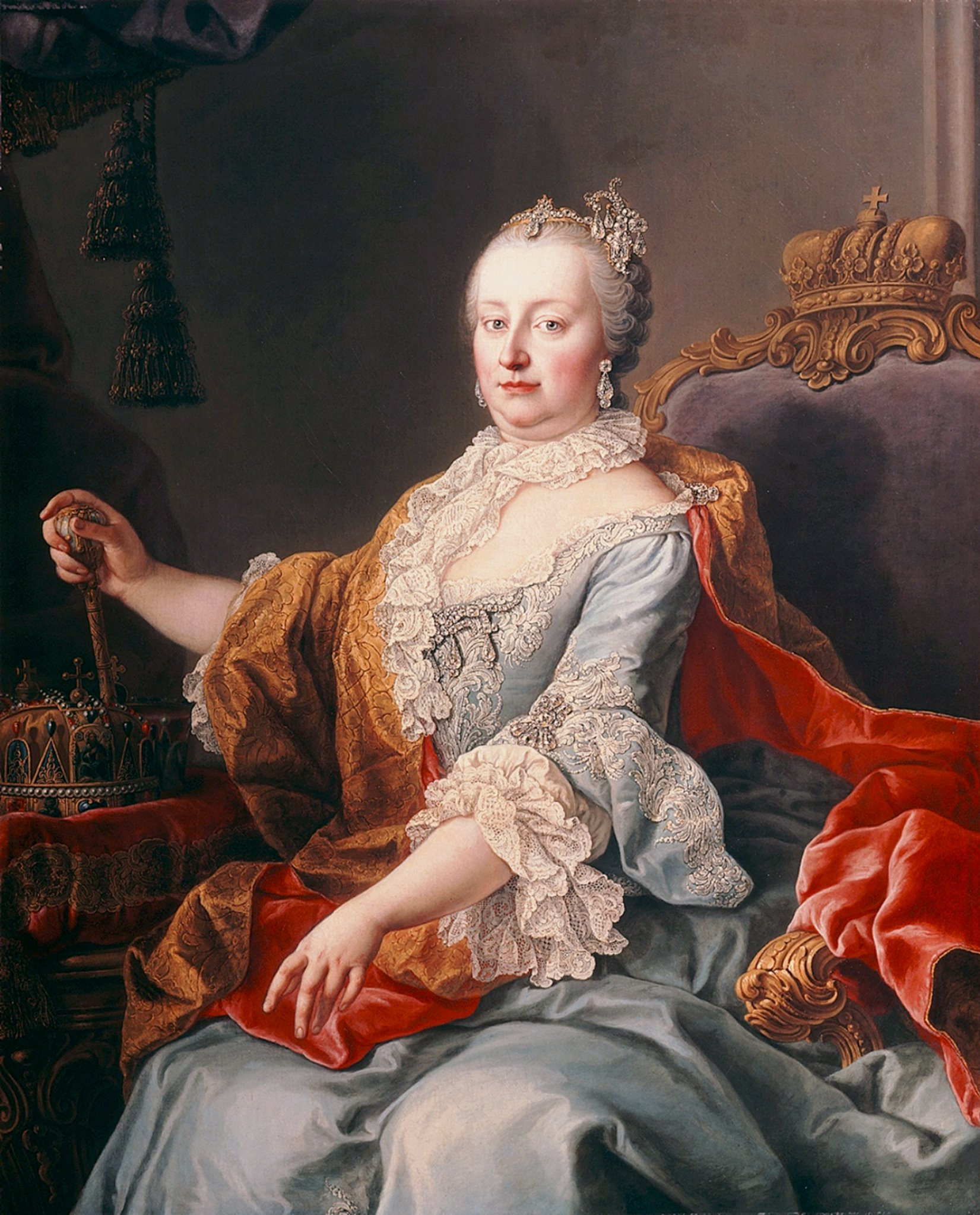
Retrato de María Teresa I por Martin van Meytens (1759).

Dos generaciones más tarde, el recién coronado rey Hohenzollern Federico II de Prusia fijó su atención en Silesia poco después de ascender al trono en mayo de 1740. Había heredado de su padre un ejército prusiano numeroso y bien adiestrado y un tesoro real sustancioso, y creía que su dinastía tenía derecho legítimo a la posesión de la región. Austria, con un ejército que no había sido reforzado o reformado después de una actuación ignominiosa en la guerra austro-turca de 1737-1739, se encontraba en apuros económicos. La situación estratégica europea era favorable para un ataque a Austria, ya que la guerra del Asiento atraía la atención de Gran Bretaña y Francia y Suecia se encaminaba hacia la guerra con Rusia. Los electorados de Baviera y Sajonia también tenían sus propias reclamaciones contra Austria y parecía probable que se unieran a la ofensiva. Aunque las reclamaciones dinásticas de los Hohenzollern proporcionaron la justificación legal del casus belli, las consideraciones de la Realpolitik y la geoestrategia fueron el factor principal que desencadenó la guerra.
El Reino de Prusia tuvo la oportunidad de hacer valer sus pretensiones cuando el emperador Carlos VI de Habsburgo murió en octubre de 1740 sin un varón que le pudiera suceder. Con la Pragmática Sanción de 1713, Carlos había nombrado sucesora de sus títulos hereditarios a su hija mayor, María Teresa, por lo que a su muerte, esta asumió el poder en Austria, así como en las tierras de Bohemia y Hungría que pertenecían a la Monarquía de los Habsburgo. Los estados imperiales habían admitido en general la validez de la Pragmática Sanción en vida del emperador Carlos, pero cuando falleció, Prusia, Baviera y Sajonia se apresuraron a impugnarla.

### Movimientos hacia la guerra
Federico vio en la sucesión femenina de Austria la ocasión propicia para adueñarse de Silesia, llamándola «la señal para la transformación completa del antiguo sistema político» en una carta de 1740 a Voltaire. Argumentó que la Pragmática Sanción no se aplicaba a Silesia, ya que estaba en manos de los Habsburgo como parte del dominio imperial y no en calidad de posesión hereditaria. También adujo que su padre, el rey Federico Guillermo I, había aceptado la Sanción a cambio de garantías de apoyo austriaco a las reclamaciones de los Hohenzollern sobre los ducados renanos de Jülich y Berg, que aún no se había materializado.
Mientras tanto, los príncipes electores Carlos Alberto de Baviera y Federico Augusto II de Sajonia habían desposado a sendas primas mayores de María Teresa, pertenecientes a una rama superior de la Casa de Habsburgo, y utilizaron estas conexiones para justificar las reclamaciones sobre el territorio de los Habsburgo en ausencia de un heredero varón. Federico Augusto, que gobernaba Polonia mediante una unión personal entre esta y sus otros dominios, estaba especialmente interesado en hacerse con el control de Silesia y hacer lindantes sus dos reinos en un todo que casi rodearía Brandeburgo; la preocupación de Federico por evitarlo contribuyó a que se apresurara a actuar contra Austria en cuanto la sucesión impugnada le brindara la oportunidad.

### Métodos y tecnologías
La guerra en Europa durante la Edad Moderna se caracterizó por la adopción de armas de fuego combinadas con armas blancas más tradicionales. Los ejércitos europeos del siglo XVIII estaban compuestos por grandes contingentes de infantería equipados con mosquetes de chispa de ánima lisa y bayonetas, jinetes dotados de sables y pistolas o carabinas clasificados en dos grupos: el de la caballería ligera que se utilizaba principalmente para el reconocimiento y las comunicaciones tácticas, y el de la pesada, que se empleaba como reserva y se desplegaba para realizar cargas. La artillería de ánima lisa proporcionaba fuego de apoyo y desempeñaba el papel principal en los asedios. La estratégica militar en este período se centró en el control de fortificaciones clave situadas en posiciones estratégicas que dominaban las regiones y carreteras circundantes, siendo los asedios prolongados una característica común de las guerras de la época. Era extraño que se disputasen enfrentamientos decisivos, aunque estos desempeñaban un papel más importante en la teoría militar de Federico de lo que era habitual entre sus rivales contemporáneos.
Las guerras de Silesia, como la mayoría de las guerras europeas del siglo XVIII, se libraron como las llamadas Kabinettskriege en las que el Estado equipaba y suministraba ejércitos regulares disciplinados para llevar a cabo la guerra en nombre de los intereses del soberano. Los territorios enemigos ocupados fueron gravados con regularidad y extorsionados para obtener fondos, pero las atrocidades a gran escala contra la población civil fueron menores en comparación con los conflictos del siglo anterior. La logística militar fue el factor decisivo en muchas guerras, ya que los ejércitos se habían vuelto demasiado grandes para mantenerse en campañas prolongadas solamente mediante la búsqueda de comida y el saqueo, por lo que los suministros militares se trasportaban en caravanas de equipaje, muy vulnerables a las incursiones enemigas. Los ejércitos eran generalmente incapaces de realizar operaciones de combate durante el invierno; normalmente invernaban en cuarteles para evitar el frío y reanudaban las campañas con el regreso de la primavera.

## Primera guerra de Silesia 1740-1742

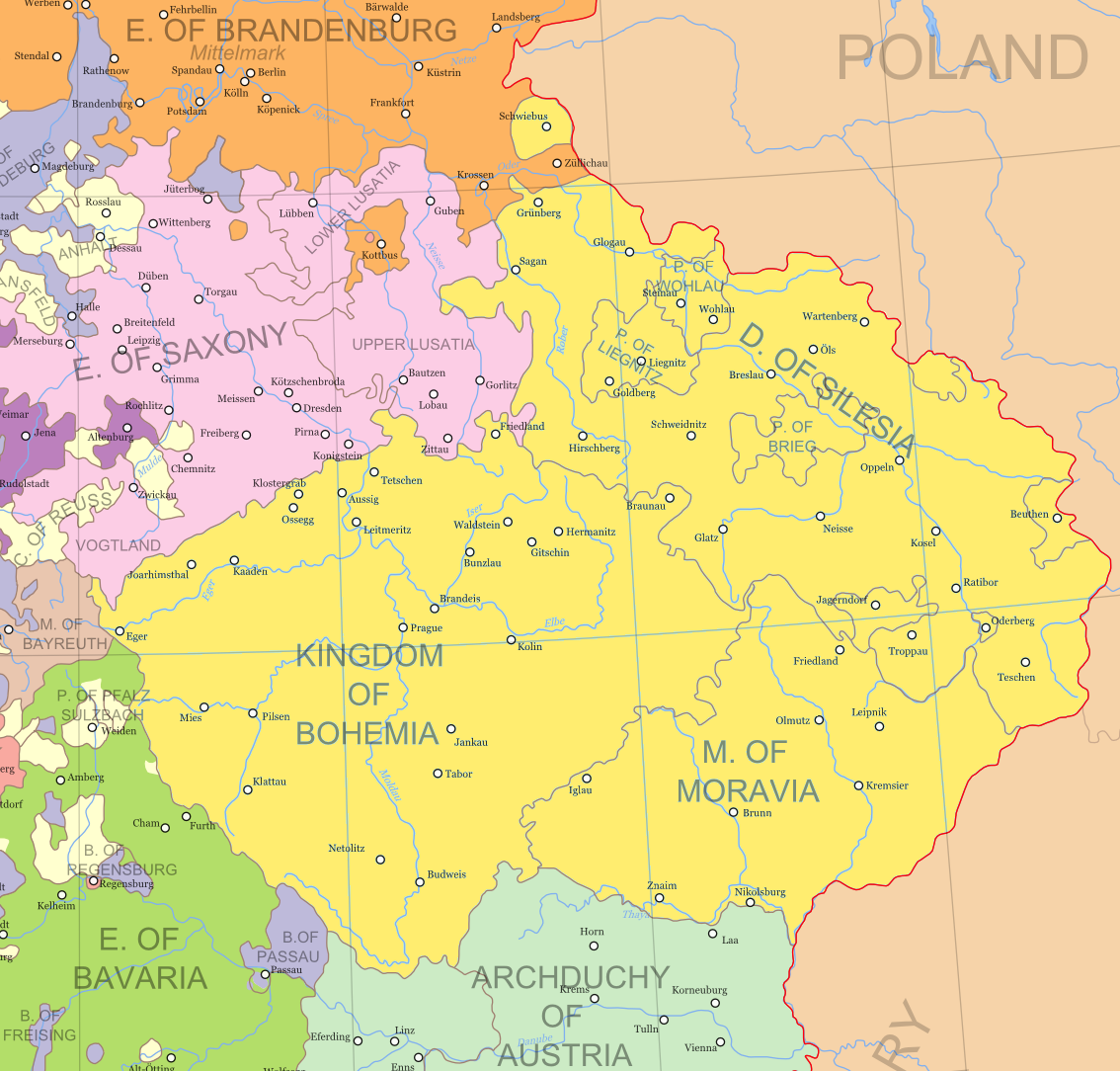
Las Tierras de la Corona de Bohemia bajo el dominio de los Habsburgo hasta 1742, cuando la mayor parte de Silesia fue cedida al Reino de Prusia.

Después de la muerte del emperador Carlos el 20 de octubre de 1740, Federico rápidamente decidió atacar primero, por lo que el 8 de noviembre ordenó la movilización del ejército prusiano y el 11 de diciembre dio un ultimátum a María Teresa en el que exigía la cesión de Silesia. A cambio, ofreció proteger todas las demás posesiones de los Habsburgo contra cualquier agresión, pagar una gran indemnización en efectivo, reconocer la Pragmática Sanción y dar su voto como elector de Brandeburgo al esposo de María Teresa, el duque Francisco I de Lorena, en la próxima elección imperial para reemplazar al difunto Carlos.
Sin esperar una respuesta y sin una declaración de guerra, el 16 de diciembre, condujo a las tropas prusianas a través de la frontera de Silesia, en ese momento con poca defensa, y con ello desencadenó la primera guerra de Silesia. Casi la totalidad de Silesia estaba bajo control de los prusianos a finales de enero de 1741, quienes sitiaron las fortalezas todavía en manos austriacas: Glogovia, Brzeg y Nysa. Un contingente austríaco socorrió Nysa a finales de marzo, pero el principal ejército prusiano lo batió en la batalla de Mollwitz el 10 de abril, victoria que le permitió recobrar el control de la región.
La derrota de Austria en Mollwitz animó a otras potencias a entrar en el conflicto y aprovechar los apuros de la archiduquesa; en consecuencia, el conflicto se amplió y se transformó en la guerra de sucesión austriaca. Mientras Baviera, Sajonia, Francia, Nápoles y España acometían a Austria en múltiples frentes durante los meses siguientes, Federico entabló negociaciones de paz secretas con María Teresa, por insistencia y con la mediación de los británicos; el 9 de octubre Austria y Prusia acordaron un armisticio secreto conocido como la Convención de Klein-Schnellendorf, en virtud del cual Austria se comprometió a conceder finalmente la Baja Silesia a cambio de la paz.
Mientras Austria concentraba sus fuerzas contra sus otros enemigos y ganaba terreno en la guerra, Federico concluyó que los austriacos no tenían la intención de cumplir la Convención y cederle territorio en Silesia, por lo que repudió el armisticio y renovó sus propias operaciones ofensivas para presionar aún más a Austria. Los ejércitos prusianos avanzaron hacia Moravia en diciembre de 1741, ocuparon su capital —Olomouc— y sitiaron la fortaleza de Kłodzko, junto a la frontera con Bohemia. En enero de 1742, el duque Carlos Alberto de Baviera ganó las elecciones imperiales de 1742 y fue coronado emperador del Sacro Imperio Romano Germánico. En febrero, Federico organizó un avance conjunto a través de Moravia hacia Viena con los sajones y los franceses, pero los aliados de Prusia se mostraron renuentes y no cooperaron, por lo que la campaña se abandonó en abril, tras lo cual los prusianos se retiraron a Bohemia y la Alta Silesia.
Los austriacos libraron la batalla de Chotusice el 17 de mayo, cuando una contraofensiva en Bohemia los enfrentó a los prusianos; fueron vencidos por poco, y la derrota privó a Austria de los medios para expulsar a sus enemigos de Bohemia, así que se reanudaron las conversaciones de paz con Prusia en Breslavia. Bajo la presión británica, Austria acordó ceder a Prusia la gran mayoría de Silesia, junto con el condado de Kłodzko en Bohemia; retendría dos pequeñas porciones del extremo sur de Silesia, incluyendo el Ducado de Teschen y partes de los Ducados de Krnov, Troppau y Nysa. Por su parte, Prusia también acordó asumir algunas de las deudas de Austria y permanecer neutral durante el resto de la guerra. Este acuerdo de paz se plasmó en el Tratado de Breslavia, que puso fin a la primera guerra de Silesia el 11 de junio de 1742, y más tarde se formalizó en el Tratado de Berlín.

## Segunda guerra de Silesia 1744-1745

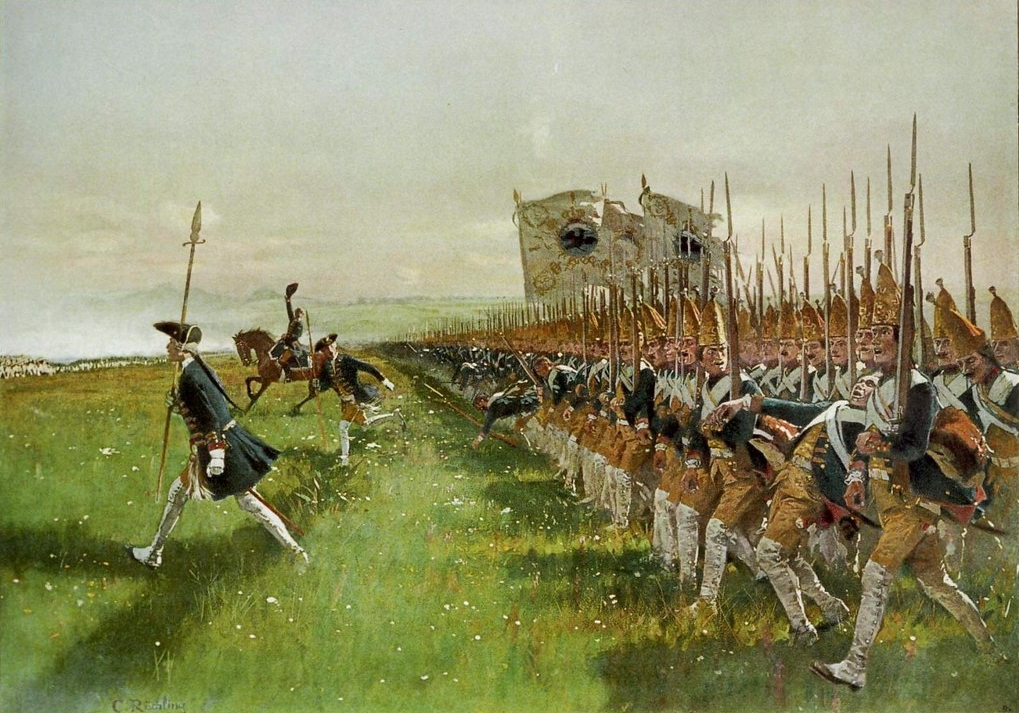
Batalla de Hohenfriedeberg, Ataque de la infantería prusiana, por Carl Röchling.

La paz con Prusia permitió a los austriacos y a sus aliados británicos y hannoverianos revertir los logros de los franceses y los bávaros en 1741. A mediados de 1743, Austria recuperó el control de Bohemia, hizo retroceder a los franceses allende el Rin y ocupó Baviera. En septiembre de 1743, Gran Bretaña, Austria y el Reino de Cerdeña concluyeron una nueva alianza en virtud del Tratado de Worms, lo que hizo sospechar a Federico que María Teresa tenía la intención de reconquistar Silesia tan pronto como concluyera la guerra en otros lugares. Entonces, el 7 de agosto de 1744, Prusia declaró que intervendría en el conflicto que se estaba librando en nombre del emperador Carlos Alberto; Federico condujo sus soldados a través de la frontera de Bohemia el 15 de agosto, acción que desencadenó la segunda guerra de Silesia.
Las fuerzas prusianas se juntaron en Praga, tomaron la ciudad el 16 de septiembre; a consecuencia de esta nueva amenaza, el ejército austríaco regresó de Francia a través de Baviera. Los franceses no estorbaron ni impidieron la maniobra austriaca, por lo que el ejército pudo regresar intacto y rápidamente a Bohemia. Federico reunió sus fuerzas alrededor de Praga e intentó librar un enfrentamiento decisivo, pero el jefe austríaco, Otto Ferdinand von Abensberg, evitó el choque y se centró en acosar las líneas de suministro de los invasores, lo que finalmente obligó a los prusianos a abandonar Bohemia y retirarse a la Alta Silesia en noviembre.
Con el Tratado de Varsovia de enero de 1745, Austria estableció una nueva «Alianza Cuádruple» compuesta por Austria, Gran Bretaña, Sajonia y las Provincias Unidas. Mientras tanto, la muerte del emperador Carlos Alberto el 20 de enero desbarató la alianza de Federico. Austria renovó su ofensiva contra Baviera en marzo de 1745, el 15 de abril derrotó con contundencia al ejército franco-bávaro en la batalla de Pfaffenhofen; mediante el Tratado de Füssen firmado el 22 de abril hizo las paces con Maximiliano III José de Baviera —el hijo del difunto emperador Carlos Alberto—.

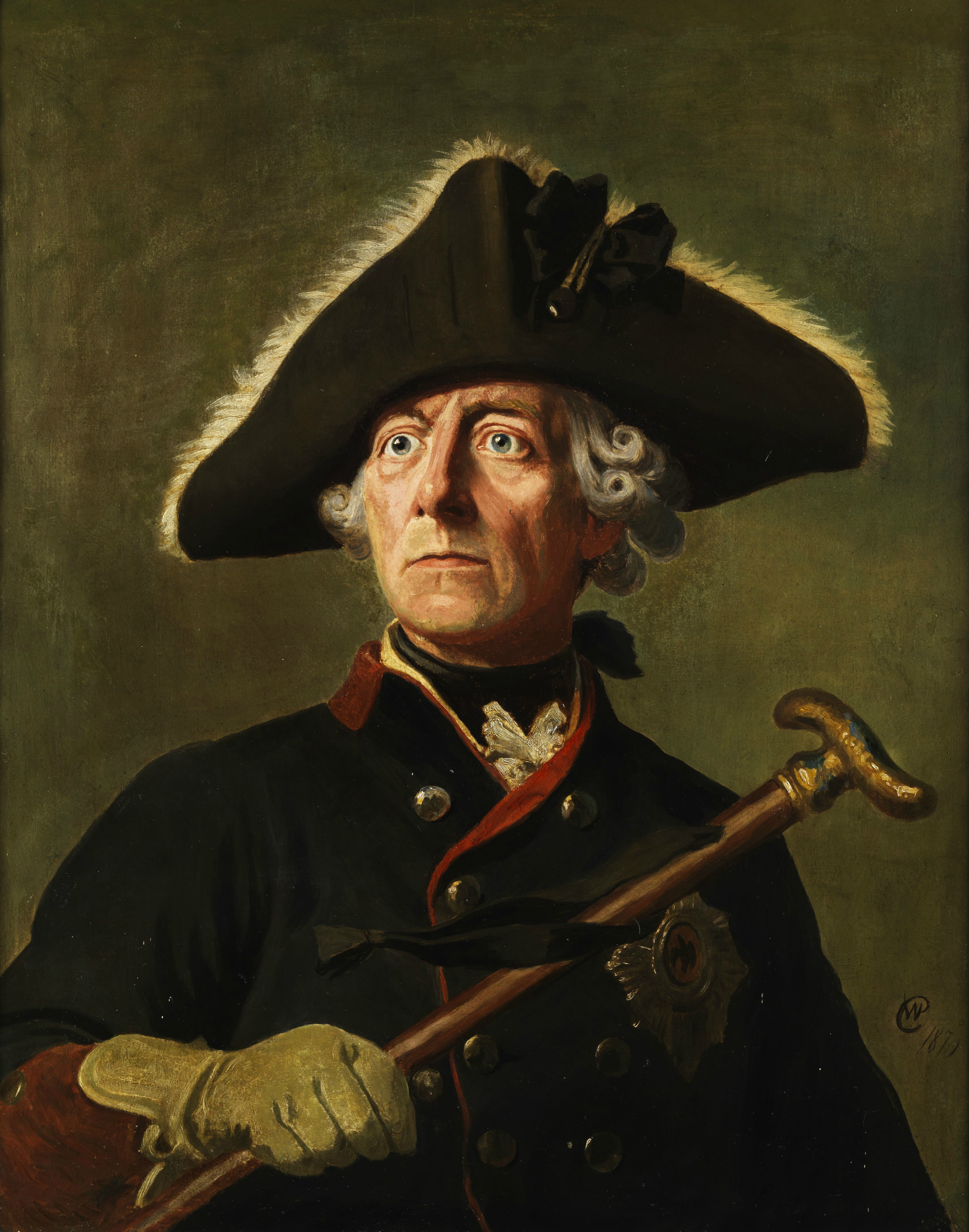
Federico II el Grande, de Wilhelm Camphausen.

Austria emprendió la invasión de Silesia tras haber vencido a Baviera. Las posibilidades de que recuperara la región se desvanecieron a finales de mayo cuando un ejército austro-sajón que había cruzado las Montañas de los Gigantes y penetrado en ella, fue sorprendido y batido claramente por Federico en la batalla de Hohenfriedeberg el 4 de junio. Los prusianos persiguieron al ejército austro-sajón en retirada hacia Bohemia y acamparon a lo largo del Elba mientras Federico buscaba un acuerdo de paz. Durante los meses siguientes, María Teresa logró uno de sus principales objetivos cuando se granjeó el apoyo de suficientes príncipes electores para nombrar a su esposo Francisco I emperador del Sacro Imperio Romano Germánico el 13 de septiembre en Fráncfort.
Los austriacos atacaron el campamento de Federico en Bohemia el 29 de septiembre; este obtuvo la victoria en la batalla de Soor, a pesar de que el enemigo había contado con la sorpresa y la superioridad numérica. No obstante, pronto la escasez de suministros obligó a los prusianos a retirarse a la Alta Silesia durante el invierno. En noviembre, Austria y Sajonia prepararon una doble invasión sorpresa de Brandeburgo, con la esperanza de apoderarse de Berlín y poner fin a la guerra definitivamente. El 23 de noviembre, Federico confundió y dispersó al ejército austríaco principal, al que sorprendió en la batalla de Hennersdorf. Mientras tanto, otro ejército prusiano bajo Leopoldo I de Anhalt-Dessau avanzó hacia el oeste de Sajonia, atacó y destruyó al principal ejército sajón en la batalla de Kesselsdorf el 15 de diciembre, y después ocupó Dresde.
En esta ciudad, los beligerantes acordaron rápidamente un tratado de paz, en virtud del cual María Teresa reconoció el control prusiano de Silesia y Glatz, mientras que Federico reconoció a su vez a Francisco I como emperador del Sacro Imperio Romano Germánico y se comprometió nuevamente a permanecer neutral durante el resto de la guerra de sucesión de Austria. Por su parte, en la alianza austríaca, Sajonia se vio obligada a pagar un millón de reichstalers en concepto de indemnización a Prusia. Las fronteras de la región se confirmaron así en un statu quo ante bellum, que había sido el principal objetivo de Prusia. El Tratado de Dresde se firmó el 25 de diciembre de 1745 y puso fin a la segunda guerra de Silesia entre Austria, Sajonia y Prusia.

## Interbellum
Después de la retirada de Prusia, la guerra de sucesión austríaca continuó durante otros dos años, y terminó con el Tratado de Aquisgrán en 1748. A pesar de los compromisos asumidos en virtud del Tratado de Dresde, María Teresa todavía se negaba a dar el reconocimiento del Sacro Imperio Romano Germánico sobre la soberanía de Prusia en Silesia, y Federico, a su vez, se negó a reconocer la legitimidad de María Teresa como soberana en las tierras bohemias bajo la Pragmática Sanción. El conflicto subyacente sobre Silesia no se resolvió, y ambas partes pasaron los años de paz haciendo preparativos para reanudar el conflicto.
Prusia construyó y amplió sus fortificaciones en puntos estratégicos de Silesia, y el ejército comenzó a reequipar a sus unidades de artillería con cañones más pesados. La corona estableció el primer banco central de Prusia en el que llegó a reunir cada vez más excedentes destinados al gasto militar durante la paz. En diplomacia, Federico trabajó para mantener la alianza de Prusia con Francia y al mismo tiempo aliviar las preocupaciones británicas sobre la seguridad del Electorado de Hannover, del que el rey británico Jorge II también gobernó en unión personal. Por estos medios, y la elusión de cualquier provocación hacia Rusia, esperaba gestionar la amenaza austriaca y preservar el equilibrio de poder.
Después del Tratado de Dresde, María Teresa inició una ola de las llamadas reformas teresianas de la administración y el ejército austriaco, además de ordenar una revisión de la política diplomática de su gobierno. Su canciller Friedrich Wilhelm von Haugwitz supervisó una reforma dramática de los sistemas de impuestos del reino, que financió una expansión significativa de los ejércitos de Austria. El mariscal de campo Leopold Joseph von Daun estandarizó el equipo del ejército y profesionalizó su entrenamiento, basándose en el modelo prusiano. En 1746, María Teresa firmó un pacto defensivo con la emperatriz Isabel I de Rusia en el que alinearon sus dos reinos contra Prusia. A partir de 1753, el ministro de Asuntos Exteriores Wenzel Anton von Kaunitz-Rietberg mantuvo relaciones cordiales con el tradicional rival de Austria, el Reino de Francia. En 1756, estos esfuerzos llevaron a Austria a abandonar su alianza con Gran Bretaña a favor de una nueva alianza con Francia, mientras que Prusia y Gran Bretaña entraron en una alianza defensiva gracias a la Convención de Westminster, por lo que completaron un reordenamiento diplomático entre las potencias europeas conocido como la revolución diplomática.

## Tercera guerra de Silesia 1756-1763

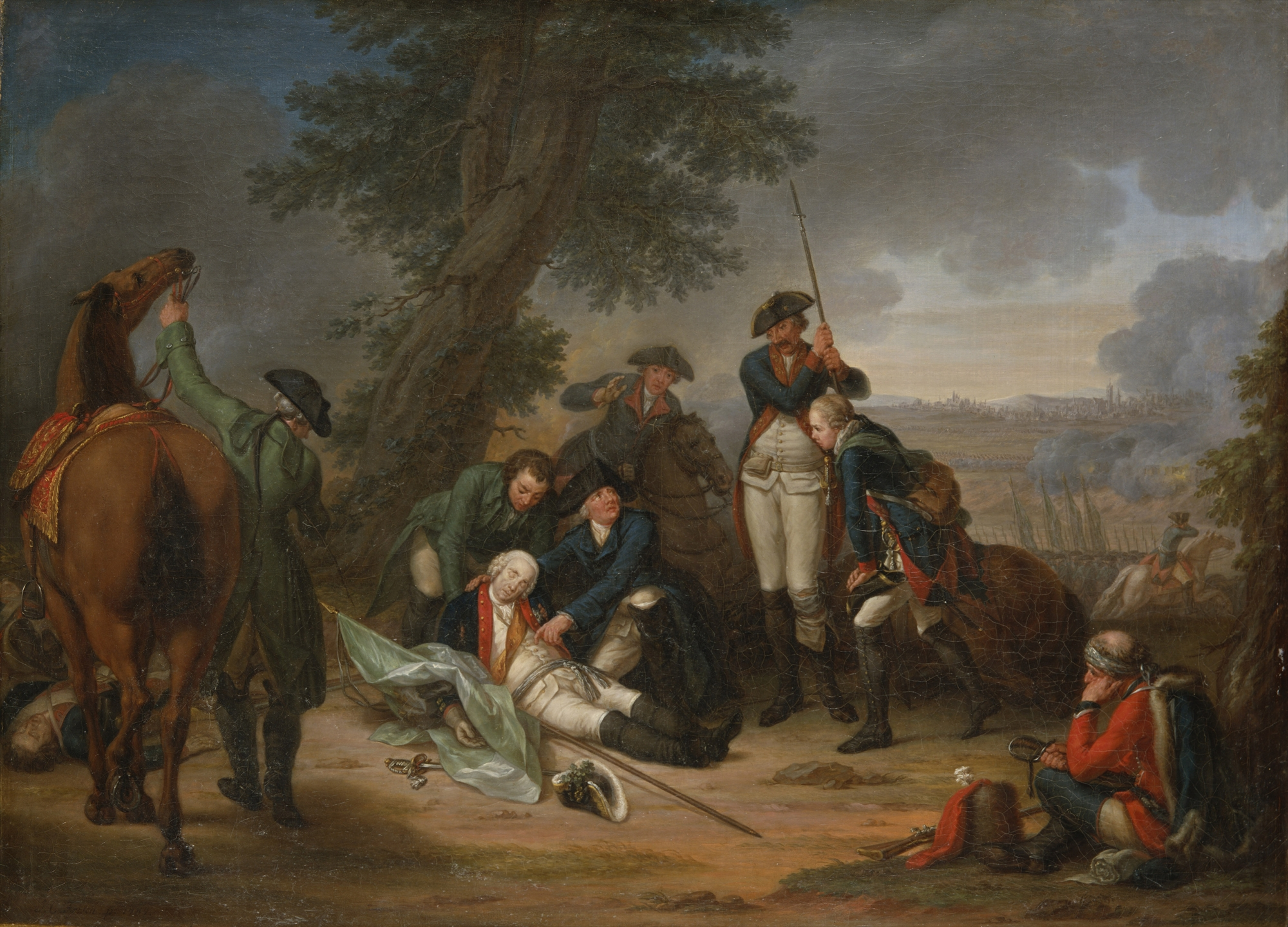
El mariscal de campo prusiano Kurt Christoph von Schwerin muriendo desangrado en la batalla de Praga, como lo describe Johann Christoph Frisch.

Cuando Austria, Francia y Rusia formaron una nueva coalición antiprusiana, Federico se convenció de que Prusia sería atacada a principios de 1757 y, una vez más, eligió atacar primero, por lo que el 29 de agosto de 1756 invadió preventivamente la vecina Sajonia, lo que dio comienzo a la tercera guerra de Silesia. Cuando los aliados de Austria y Prusia se unieron a la lucha, el conflicto se amplió rápidamente a lo que se convirtió en una guerra a gran escala conocida como la guerra de los Siete Años. Los prusianos ocuparon Sajonia a finales de 1756 e hicieron grandes avances en Bohemia a principios de 1757, incluida una serie de victorias en varias batallas mientras avanzaban hacia Praga. En mayo, las fuerzas prusianas sufrieron grandes pérdidas cuando hicieron retroceder a los defensores austríacos en la batalla de Praga, a consecuencia de la retirada austriaca, y sitiaron la ciudad. Después de esto, el 18 de junio, los austriacos expulsaron a los prusianos de Bohemia por completo a consecuencia de un contraataque que culminó con estos en la batalla de Kolín. Mientras tanto, el ejército prusiano se dividió a consecuencia de varias invasiones rusas y suecas en el este y en el norte, en la que cabe destacar la victoria rusa en la batalla de Gross-Jägersdorf librada en Prusia Oriental el 30 de agosto, aunque lograron poco progreso estratégico debido a problemas logísticos recurrentes.
A finales de 1757, las fuerzas imperiales y francesas intentaron retomar Sajonia desde el oeste, solo para sufrir una derrota decisiva en la batalla de Rossbach el 5 de  noviembre. Esta batalla aseguró el control de Sajonia por parte de Prusia durante un tiempo, y la derrota redujo en gran medida la voluntad francesa de contribuir más en la guerra de Silesia. Otro ejército austríaco realizó una invasión sobre Silesia, en la que hicieron un progreso significativo hasta que fue definitivamente derrotado en la batalla de Leuthen el 5 de diciembre, tras la cual los prusianos persiguieron al ejército austríaco derrotado hasta Bohemia y recuperaron el control de casi toda Silesia. Durante el invierno, un ejército prusiano-hannoveriano aseguró el flanco occidental de Prusia durante la guerra gracias a una serie de ofensivas en las que finalmente expulsaron a los franceses de Westfalia.

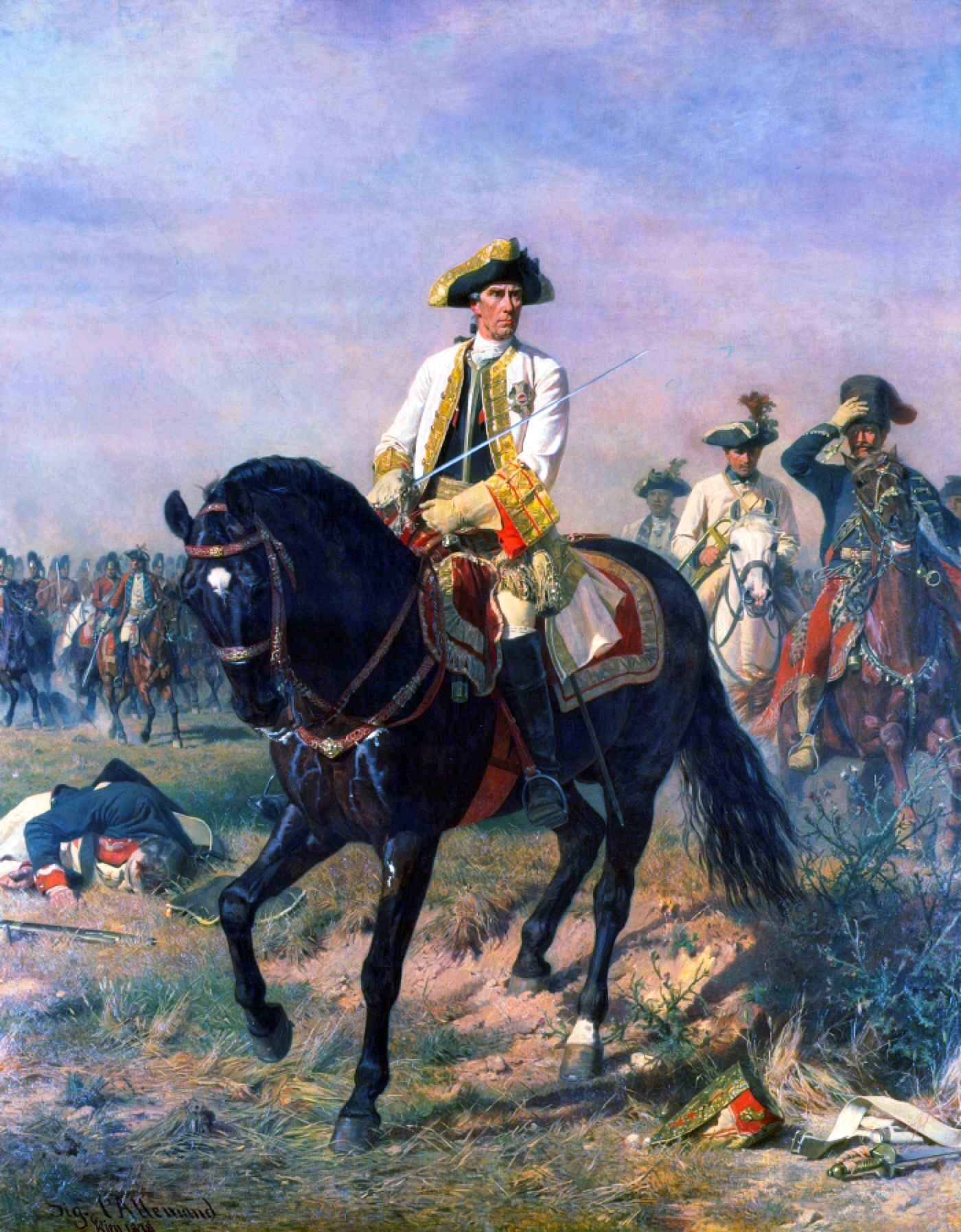
El comandante austríaco Ernesto Gedeón von Laudon observando la batalla de Kunersdorf de 1759, donde las fuerzas rusas y austriacas se combinaron para derrotar a los prusianos, como lo describe Siegmund L’Allemand.

A mediados de 1758, Prusia invadió Moravia y a finales de mayo, sitió Olomouc, una ciudad bien defendida en la que los prusianos se quedaron sin suministros a finales de junio. Los austríacos interceptaron y destruyeron un importante convoy de suministros prusiano el 30 de junio en la batalla de Domstadtl, y por culpa de esto, los invasores abandonaron el asedio y se retiraron a la Alta Silesia. Las fuerzas rusas avanzaron a través de Prusia Oriental para amenazar a Brandeburgo, en el que consiguieron un costoso empate contra los prusianos el 25 de agosto en la batalla de Zorndorf. Un ejército austríaco que avanzaba hacia Sajonia avanzó poco, a pesar de obtener una victoria sustancial en la batalla de Hochkirch el 14 de octubre.
En 1759, un avance austro-ruso hacia el este de Brandeburgo culminó con una gran derrota prusiana en la batalla de Kunersdorf el 12 de agosto, pero los aliados victoriosos no persiguieron a los prusianos derrotados ni sitiaron la capital prusiana. Después de esta batalla, Federico creyó que la guerra estaba totalmente perdida, pero los conflictos internos de la coalición y el liderazgo titubeante le dieron a Prusia una segunda oportunidad, un evento que Federico más tarde denominó como el «Milagro de la Casa de Brandeburgo». Los meses siguientes vieron a los austríacos retomar Dresde y la mayor parte de Sajonia, con escaramuzas intermitentes en Sajonia que continuaron hasta el año siguiente.
En 1760, los austriacos avanzaron hacia la Baja Silesia, donde los ejércitos prusianos y austríacos maniobraron entre sí antes de participar en la batalla de Liegnitz el 15 de agosto, que terminó con una sólida victoria prusiana, y a consecuencia de esta, interrumpieron el avance de los austríacos y restauraron el control prusiano de la Baja Silesia. A finales de 1760, los rusos y los austriacos ocuparon brevemente Berlín, y el 3 de noviembre los principales ejércitos prusianos y austríacos libraron la batalla de Torgau, una ajustada victoria prusiana que resultó costosa para ambos bandos. El año 1761 vio poca actividad por parte de las agotadas fuerzas prusianas y austriacas, pero las fuerzas rusas hicieron avances en Pomerania y en el este de Brandeburgo, que amenazaban con un final decisivo para la guerra al año siguiente.
En enero de 1762, Austria fue repentinamente abandonada por su aliado ruso tras la muerte de la emperatriz Isabel. Le sucedió el proprusiano Pedro III de Rusia, quien inmediatamente ordenó la retirada a sus ejércitos de Berlín y Pomerania e hizo la paz con Prusia mediante el Tratado de San Petersburgo firmado el 5 de mayo. Pedro fue derrocado y asesinado en unos meses, pero para entonces la guerra había cambiado nuevamente a favor de Prusia y Rusia no reanudó las hostilidades. Ambas partes estaban a punto de agotarse, y las conversaciones de paz para poner fin a la guerra de los Siete Años comenzaron a fines de 1762. Al final, los negociadores acordaron nuevamente un regreso al status quo ante bellum en el Tratado de Hubertusburgo firmado en febrero de 1763, por lo que se confirmó el control de Prusia sobre Silesia. Prusia también se comprometió a apoyar a la elección del hijo de María Teresa, el archiduque José, como emperador del Sacro Imperio Romano Germánico.

## Consecuencias

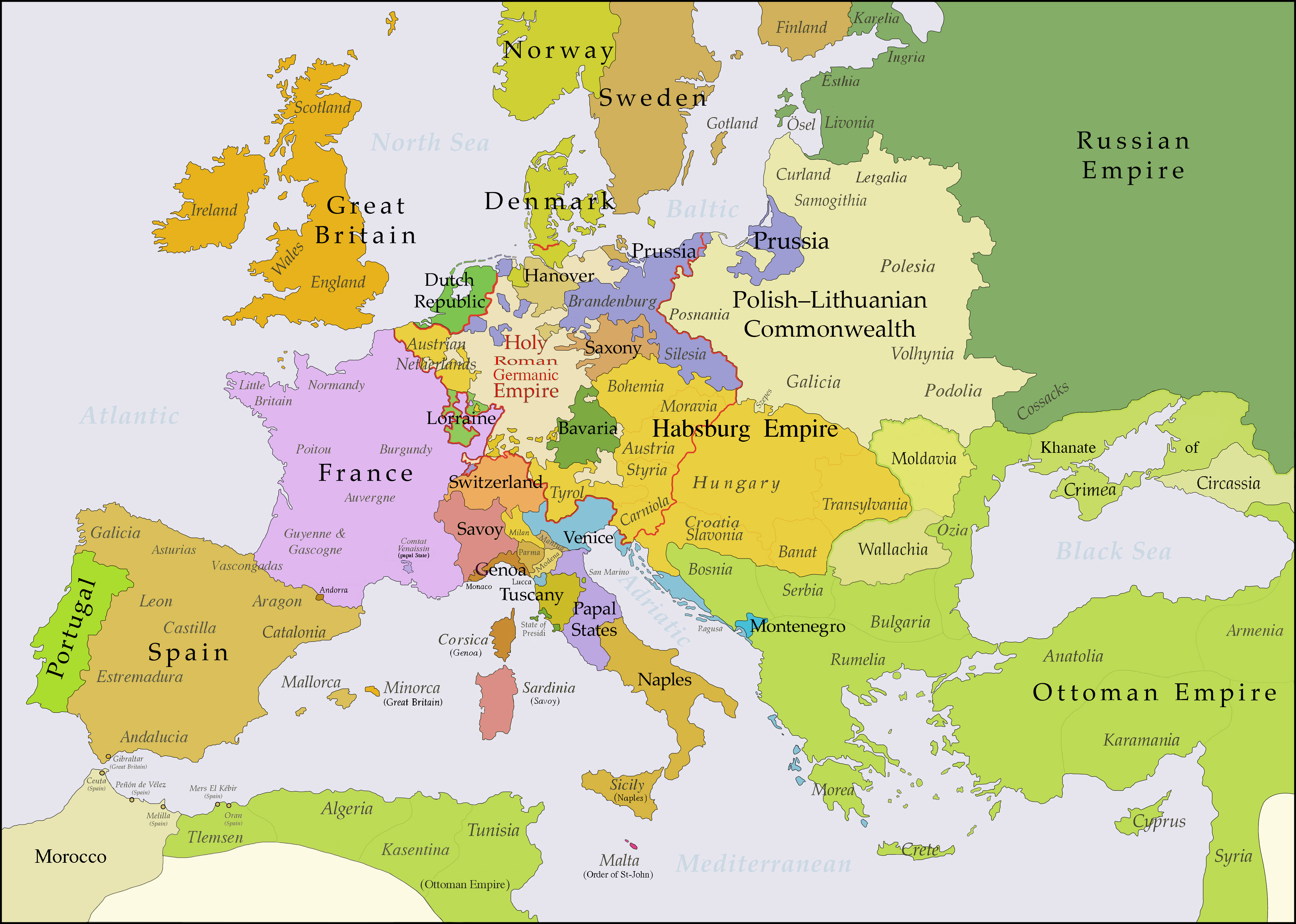
Europa en 1763 después de la tercera guerra de Silesia, con Silesia bajo control prusiano.

Las guerras de Silesia terminaron con la victoria de Prusia sobre Austria, una visión universal entre los contemporáneos y ampliamente apoyada por la historiografía desde entonces. Prusia logró apoderarse y defender un territorio que había pertenecido durante mucho tiempo a los Habsburgo, y los resultados del statu quo ante de la segunda y tercera guerras confirmaron este hecho básico. Estos conflictos provocaron un amplio realineamiento en el sistema diplomático europeo de la época, establecieron una rivalidad entre Austria y Prusia que definiría la política alemana durante un siglo hasta después de la guerra austro-prusiana de 1866.

### Prusia
La inesperada victoria de Prusia sobre la monarquía de los Habsburgo la distinguió de rivales alemanes como Baviera y Sajonia, y marcó el ascenso de Prusia al Estado de una gran potencia europea, así como la potencia dominante de la Alemania protestante. El reino había ganado unos 35 000 km² de nuevo territorio y alrededor de un millón de nuevos habitantes en Glatz y Silesia, una región muy poblada y densamente industrializada que contribuiría sustancialmente con mano de obra e impuestos al estado prusiano. Geoestratégicamente, Silesia también le dio a Prusia una posición amenazante con respecto a Sajonia y a Austria y una fuerte defensa contra el cerco de Polonia. La reputación personal de Federico se vio enormemente mejorada por sus éxitos en las guerras, lo que le valió el epíteto de «el Grande». Sus deudas con la fortuna —el cambio radical de Rusia después de la muerte de Isabel— pronto se olvidaron gracias al apoyo financiero británico, mientras que los recuerdos de su liderazgo vigoroso y su genialidad táctica se promovieron enérgicamente. Su pequeño reino había derrotado a la monarquía de los Habsburgo y defendió su prestigio contra Austria, Gran Bretaña, Sajonia, Rusia, Suecia y Francia, un éxito que pareció milagroso para los observadores contemporáneos.
Aunque estos conflictos son a veces descritos como un momento clave en el ascenso de Prusia a la grandeza, las guerras dejaron la economía y la población del reino devastadas, y gran parte del resto del reinado de Federico se dedicó a reparar el daño. Para mitigar las pérdidas de población, el rey continuó la política de su padre de alentar a los refugiados protestantes de reinos católicos a reasentarse en Prusia. Las repetidas devaluaciones de la moneda impuestas para financiar los conflictos provocaron una rápida inflación y una gran alteración económica en Prusia —y en la Sajonia ocupada—. Después de las guerras, el Estado comenzó a utilizar su red de depósitos militares para cereales y el impuesto sobre los granos para estabilizar los precios de los alimentos y aliviar la escasez de cereales. Prusia también estableció un sistema rudimentario de bienestar social para los veteranos empobrecidos y discapacitados de las guerras de Silesia.
Las fuerzas armadas de Prusia sufrieron numerosas bajas en las guerras y el cuerpo de oficiales quedó gravemente mermado. Después del Tratado de Hubertusburgo, el Estado no tenía ni el dinero ni la mano de obra suficiente para reconstruir el ejército como había sido en el momento del ascenso de Federico. En la guerra de sucesión bávara (1778-1779) y contra la Francia revolucionaria (1792-1795), los prusianos no hicieron un buen papel, a pesar de que Federico los dirigía de nuevo personalmente. En 1806 los prusianos fueron destrozados por la Francia Napoleónica en la batalla de Jena; sólo después de una serie de reformas motivadas por los desastres de 1806-1807, el poder militar prusiano comenzó a crecer nuevamente.

### Austria
Las derrotas de las guerras de Silesia le costaron a la monarquía de los Habsburgo su provincia más rica, y capitular ante un príncipe alemán menor mermó significativamente el prestigio de la Casa de Habsburgo. La confirmación de Prusia como una potencia de primer nivel y el prestigio mejorado de su rey y ejército fueron amenazas a largo plazo para la hegemonía de Austria entre los estados de habla alemana. Aun así, al ganar el apoyo de Prusia para las elecciones imperiales de su esposo e hijo, María Teresa aseguró la continuación de la preeminencia titular de su familia en el Sacro Imperio Romano Germánico, aunque esto fue mucho menos de lo que esperaba. La derrota en las dos primeras guerras de Silesia a manos de un enemigo tan aparentemente inferior creó un fuerte ímpetu para el cambio dentro de la monarquía de los Habsburgo, lo que resultó en la primera ola de reformas teresianas: una amplia reestructuración de la administración y el ejército de los Habsburgo, y una realineación total de la política exterior a través de la «Revolución Diplomática».
Tras la nueva decepción de la tercera guerra de Silesia, se produjo una segunda ola de reformas teresianas. En 1761, la monarquía de los Habsburgo implementó órganos administrativos y de creación de políticas para mejorar lo que a menudo había sido un proceso ejecutivo caótico. Las décadas de 1760 y 1770 vieron esfuerzos vigorosos para mejorar la recaudación de impuestos, particularmente en el Ducado de Milán y los Países Bajos Austríacos, lo que condujo a aumentos significativos en los ingresos estatales. En 1766, la corona promulgó su primer código común de leyes, el Codex Theresianus, en un intento por unificar los sistemas legales del reino. Con el objetivo de aumentar la capacidad de los campesinos para contribuir a la base impositiva del Estado, María Teresa emitió una serie de decretos imperiales entre 1771 y 1778 que restringían el trabajo campesino forzado en sus tierras alemanas y bohemias, y su hijo llevaría el proceso más lejos con su patente de servidumbre de 1781. El Estado también implementó la educación primaria obligatoria y estableció un sistema de escuelas públicas laicas. A partir de estos pasos, los esfuerzos para modernizar la monarquía de los Habsburgo durante el siguiente medio siglo surgieron de las derrotas de Austria, que culminaron en el josefinismo de la década de 1780.